# Grammatophyllum measuresianum
Grammatophyllum measuresianum är en orkidéart som beskrevs av Henry Frederick Conrad Sander. Grammatophyllum measuresianum ingår i släktet Grammatophyllum och familjen orkidéer.
Artens utbredningsområde är Filippinerna. Inga underarter finns listade i Catalogue of Life.